# Juan Ramón Sánchez
Juan Ramón Sánchez Paredes (ur. 1 września 1952 w Izalco) – salwadorski trener piłkarski, od 2024 roku prowadzi Juventud Independiente.
Jego synowie Ramón Sánchez i Félix Sánchez są profesjonalnymi piłkarzami.